# Sevdaliza
Sevda Alizadeh znana zawodowo jako Sevdaliza – irańsko-holenderska piosenkarka, autorka tekstów piosenek, producentka muzyczna, artystka wizualna i reżyserka. W 2015 roku wydała dwa minialbumy: The Suspended Kid i Children of Silk. Choć śpiewa głównie po angielsku, na początku 2017 roku wydała swoją pierwszą piosenkę w języku perskim, „Bebin”, w ramach protestu przeciwko rozporządzeniu wykonawczemu 13769. Jej debiutancki album ISON został wydany 26 kwietnia 2017 roku nakładem jej wytwórni płytowej Twisted Elegance. W 2018 roku wydała trzeci minialbum The Calling, a w 2020 roku drugi album studyjny Shabrang.

## Styl muzyczny
Muzyka Sevdalizy łączy w sobie elektronikę, alt R&B, trip hop, pop  i avant-pop. Krytycy porównywali jej muzykę do trip hopu Portishead, a aranżacje smyczkowe przypominały Siouxsie and the Banshees i Björk z ery Homogenic.

## Dyskografia

### Albumy studyjne
| Tytuł    | Dane dot. albumu                                          | Pozycja na liście | Pozycja na liście |
| Tytuł    | Dane dot. albumu                                          | NED               | BEL               |
| -------- | --------------------------------------------------------- | ----------------- | ----------------- |
| ISON     | - Wydano: 26 kwietnia 2017 r. - Wydawca: Twisted Elegance | 192               | —                 |
| Shabrang | - Wydano: 28 sierpnia 2020 - Wydawca: Twisted Elegance    | 39                | 166               |

### Minialbumy
| Tytuł             | Lista utworów | Dane dot. albumu                                                                                       |
| ----------------- | --- | --- |
| The Suspended Kid | - 1 "That Other Girl" - 2 "Sirens Of The Caspian" - 3 "Clear Air" - 4 "Backseat Love" - 5 "Taste" - 6 "Underneath"                                     | - Data: 28 stycznia 2015 - Wydawca: Twisted Elegance - "Taste" i "Underneath" zostały później usunięte |
| Children of Silk  | - 1 "The Inside" - 2 "Amandine Insensible" - 3 "Marilyn Monroe" - 4 "Men of Glass" (gościnnie Rome Fortune)                                            | - Data: 24 listopada 2015 - Wydawca: Twisted Elegance                                                  |
| The Calling       | - 1 "Soul Syncable" - 2 "5D" - 3 "Soothsayer" - 4 "Energ1" - 5 "Human Nature" - 6 "Voodoov" - 7 "Observer"                                             | - Data: 30 marca 2018 - Wydawca: Twisted Elegance                                                      |
| Raving Dahlia     | - 1 "System" - 2 "High Alone" - 3 "Everything Is Everything" - 4 "The Great Hope Design" - 5 "Human Flow" - 6 "Oh My God (Sleepnet X Sevdaliza Remix)" | - Data: 25 lutego 2022 - Wydawca: Twisted Elegance                                                     |